# Vibiano (kardynał)
Vibiano (zm. w maju 1184) – włoski kardynał.
Pochodził prawdopodobnie z Orvieto, gdzie był archidiakonem miejscowej kapituły katedralnej. Około 1169 roku jest poświadczony jako adwokat w kurii papieskiej. Cieszył się sławą wybitnego znawcy prawa kanonicznego, miał tytuł magistra. Należał w kurii do kręgu przyjaciół arcybiskupa Canterbury Tomasza Becketa. Na konsystorzu w marcu 1175 papież Aleksander III mianował go kardynałem diakonem San Nicola in Carcere, a we wrześniu tego samego roku promował go do rangi kardynała prezbitera Santo Stefano al Monte Celio. W latach 1176–77 działał jako legat papieski w Irlandii, gdzie przewodniczył synodowi w Cashel. Uczestniczył w papieskiej elekcji 1181. Jego imię po raz ostatni występuje wśród sygnatariuszy bulli Lucjusza III z dnia 7 maja 1184.